# Institut de linguistique de Moscou
Linstitut de linguistique de Moscou, plus précisément l'institut de linguistique de l'Académie des sciences de Russie, est une institution dépendant de l'Académie des sciences de Russie et de son département historico-philologique, située à Moscou.
C'est un institut de recherche parmi les plus importants dans le domaine de la linguistique en Russie. On y poursuit des recherches théoriques et l'on étudie aussi les langues parlées sur le territoire de la fédération de Russie, dans la CEI, et d'autres pays. L'accent est mis également sur les problèmes socio-politiques et leurs répercussions sur les langues.

## Historique
L'institut a été fondé en 1950 (sous le nom d'institut de linguistique de l'Académie des sciences d'URSS) à l'époque de la campagne du régime stalinien contre la « dérive du marrisme ». Il s'inspire alors de l'institut de langue russe de l'Académie des sciences d'URSS, formé en 1944, en tant que contrepoids à l'influence de l'institut léningradois des langues de Nicolas Marr qui est jusqu'alors le noyau principal de l'étude des langues d'un point de vue théorique en URSS. Ce dernier devient une simple annexe de l'institut de Moscou en 1952.
Son premier directeur est Viktor Vinogradov,  auquel succède en 1954 son adjoint, l'académicien Borkovski, qui lui redonne da place en 1958. Ensuite l'institut est dirigé par Boris Serebrennikov (1960-1964), Fedot Filine (1964-1968), Viktoria Iartseva (1968-1977), l'académicien Guerogui Stepanov (1977-1986), Vadim Solntsev (1986-2000), puis le linguiste Viktor Alexeïevitch Vinogradov (2000-2012).
L'institut est dirigé actuellement par M. Anatoli Kibrik qui a succédé en 2017 à M. Vladimir Alpatov, membre-correspondant de l'Académie des sciences de Russie.

## Langues étudiées
L'institut comprend un centre de recherche, huit départements de recherche, un département des relations internationales et un département du personnel des cadres, ainsi qu'une chaire d'enseignement des langues, depuis 2002. Un département de psycholinguistique existe depuis 2012,.
Structure de l'institut:
- Centre de recherche scientifique langues nationales
- Département théorique et appliqué de linguistique
  - Secteur de linguistique théorique
  - Secteur de linguistique appliquée
- Département de typologie et de linguistique par zone géographique
  - Secteur de typologie
  - Secteur de linguistique par zone géographique
- Département de linguistique comparée
- Département de recherches expérimentales
- Département de psycholinguistique
  - Secteur de psycholinguistique générale
  - Secteur d'ethno-psycholinguistique
- Département des langues européennes
  - Secteur des langues germaniques
  - Secteur des langues romanes
  - Secteur des langues iraniennes
  - Groupe des langues celtes
- Département des langues ouralo-altaïques
  - Secteur des langues finno-ougriennes
- Département des langues du Caucase
  - Groupe «Atlas linguistique de l'Europe»
- Département des langues orientales et d'Asie du Sud-Est
- Département des langues africaines
- Département de formation des cadres
- Département des relations internationales

Il existe aussi un secrétariat, et un service administratif.